# Alkmaarderhout (parco)
L'Alkmaarderhout, conosciuto localmente anche come Hout, è un parco cittadino situato ad Alkmaar, nel nord dei Paesi Bassi. Il Kennemerpoort, oggi demolito, forniva tradizionalmente l'ingresso ai visitatori.

## Storia
Prima dell'assedio di Alkmaar avvenuto nel 1573, in questo territorio erano presenti solamente terreni coltivabili e pascoli. Intorno al 1600 nacque l'idea di costruire un'area pedonale a sud delle mura della città, con l'intento di usare gli alberi piantati ai lati delle stradine sia come decorazione, sia per ricavare il legno, poi usato dai falegnami della città. Probabilmente il progetto si ispirava all'Haarlemmerhout di Haarlem, già esistente dal 1584.

## Geografia
Il parco si trova a sud del centro della città di Alkmaar, nel distretto di Zuid e nel quartiere di Nassaukwartier en Hout, e fa parte dell'area protetta a livello nazionale di Westerhoutkwartier. È suddiviso in sottozone: le più importanti sono Westerhout, Geesterhout e Voorhout. Oltre a numerose stradine e vialetti, sono presenti diversi corsi d'acqua, dove vivono le spatole caratteristiche del luogo.